# 李明博政府
李明博政府（韩语：／ I Myeongbak Jeongbu），又稱實用政府（／ Silyong Jeongbu），是2008年2月25日至2013年2月24日由第17任韓國總統李明博所領導的第六共和國第五屆大韓民國政府。韓國第17屆總統選舉當選後，從2008年2月25日盧武鉉總統任期結束、李明博就職開始，到2013年2月24日結束。直到上一屆政權，政權的名稱都被用來包含每個政權所追求的核心價值，例如金泳三的文民政府、金大中的国民政府，以及盧武鉉的參與政府。

## 背景
李明博政府宣布了一項改革計劃，通過大規模整合和廢除政府機構，建立小政府，旨在以“小政府、大市場”為主要框架的“振興經濟”。它還奉行實用主義、經濟增長、資源外交和親民政策。然而，由於韓美牛肉談判的爭議，支持率跌至10%的水平。經濟方面，成功應對了2008年發端於美國的金融危機，並提前度過了危機。因此儘管世界經濟惡化，仍實現了高於世界平均水平的增長率。然而，747承諾（7%的經濟增長率，10年內人均GDP達到4萬美元，世界第7大強國）因2008年美國金融危機而未能實現，儘管人們渴望經濟儘管如此，也有人指出，它並沒有完全達到預期，而且因為它專注於外部增長，所以在改善人民收入分配方面是被動的。
在外交方面，他先後舉辦了2010年11月的G20首爾峰會和2012年3月的核安全峰會，提升了國際地位，並在任內表現出對韓美關係的高度重視。 但在他任期末期，韓日關係因獨島問題而惡化。
政府沒有將10個政府部門遷移到世宗市，而是試圖建立一個自給自足的教育和科學中心城市，但由於國會的反對而失敗。同時，其推進四大河道整治工程，並在任內完成建設。

## 外交
李明博總統的外交和安全政策與他的經濟政策一樣，提倡“實用主義”。意思是說，外交問題和對北政策都將以實用性爲基礎加以解決。重視韓美同盟和主張朝鮮民主主義人民共和國改革開放及棄核的所謂“大妥協”是最優先追求的構想。
2009年9月在美國匹茲堡舉行的第三次G20峰會上，執政第二年的李明博政府一致選擇韓國作為11月會議的主辦國2009 年11月在法國巴黎成立的 DAC以一致同意的方式將大韓民國列為第24個DAC成員。DAC是提供世界90%以上援助的發達國家捐助的會議，從第一個“受援國”成為“援助國”的事實也被分析為韓國的成功故事。此外，李明博總統2009年底訪問阿聯酋時，成功出口了價值200億美元的韓國核電站，支持率上升。
與美國、日本和中國的關係在朝鮮核問題上朝著合作的方向发展。

## 國防
2010年3月天安艦沉沒後，李明博的防衛政策受到批評，但李明博於2010年5月4日在國防部會議室主持了“軍事指揮官會議”，並以天安艦沉沒為契機，促進國家安全，表示要徹底重新審視自己的姿態。李明博還斥責軍方，通過直播會議講話呼籲軍隊改革，加強安全意識。
由於2010年11月25日延坪島遭到砲擊，政府表示，“有評價認為，交戰規則考慮了防止事態升級，所以有被動的一面。”“我們同意應該做好準備，”他說。 此外，決定大幅增加西海5個島嶼的軍事力量，包括地面力量，並首先投入預算以準備應對朝鮮的不對稱威脅。在總統主持的首次安保總管檢查會議上，指示對盧武鉉政府開始的“國防改革2020”進行全面再討論。對此，李明博表示:“在60年來經常反覆出現的情況下，軍方安全意識變得鬆懈。”同時要求重新評估不對稱戰鬥力的應對方式和戰鬥力優先順序。自李明博政府以後，雖然發生了各種軍隊相關事件和事故，但幹部級沒有一個人負責，這一點也成爲批評的對象。其中包括天安艦事件和延坪島炮擊等。土地正義民間聯盟事務處長李泰景表示:“只是像鸚鵡一樣反覆對朝鮮進行堅決的懲戒而已。雖然不知道海軍領導層是否相信通過表露對北韓的仇恨和決心報復就可以免責，但這不能不說是一件荒唐的事情。”
盧武鉉政府制定的2020年國防改革計劃中，計劃投入總計621萬億韓元的國防開支，並削減15.5萬軍隊。該政策被批評為“決一死戰的政策”。因此，正在引進的2000噸級下一代護衛艦、海軍航空兵、無人偵察機、空中加油機的引進被取消或推遲。
2008年李明博上任時，114名部長、副部長級和特派員級官員中有97人（87.4%）以現役或補充兵役形式完成兵役。這比2003年盧武鉉政府開始時部長和副部長80%的兵役完成率高出7.4個百分點。

## 政治

### 政府與執政黨的關係
至於李明博政府與執政黨大國家黨的關係，與盧武鉉政府堅持“政黨分離”不同，其主張追求“行政部門與議會的伙伴關係” 被認為是美國模式。對此，一向堅持黨政分開的盧武鉉政府，因與黨缺乏溝通，在政策問題上意見相左的情況屢見不鮮，成為政府不信任的理由。雖然有人聲稱應該建立不同政黨辦公室之間合作的新模式，但政黨權力和總統權力的分離問題是行政權和立法權分離的民主制度的基本問題。雖然有說法，但黨權與總統權的分立問題，並非簡單的修改和明確黨章的問題，而是三權分立中的民主基本問題，行政分立和立法權，而主張統一黨政的是總統，和過去一樣。還有一種說法，無異於說以黨為中心的黨，淪為擺設，並恢復了“帝王制總統制”。

### 行政部門決策
李明博政府推進行政區劃整合重組，提高行政質量和效率。內容包括總統過渡委員會宣布的“5+2首都經濟區”戰略、重組為首都城市系統、地方公職人員重組以及不必要的預算削減。李明博總統在2009年8月15日的解放祝賀演說中再次表達了重組行政區的意願，他說：“落後的行政區加深了地區主義，成為有效地區發展的障礙”。2009年12月11日，昌原、馬山、鎮海等地區表達整合意向，行政區劃整合重組啟動。
但是，對於部分行政區劃重組的倉促推進，以及在事前審查和輿論不充分的情況下推進，引發了爭議。此外，也有分析認為政府目前的行政區劃重組寧可削弱地方自治，也有意見強調居民自治的體現。此外，與總統選舉時承諾的“小政府”不同，只重組了行政區，公務員人數反而增加了81,219人。決策偏差也從第22位下降到第84位，政府開支浪費從第33位下降到第71位，政策決策透明度也從第44位下降到第111位。

## 經濟
作為市場經濟的指標，“改善投資環境基礎設施”以“充滿活力的市場經濟”、“零基礎監管改革”、“確保新的增長引擎”、“發展服務業”和“創造就業”被提上日程。
李明博政府努力通過減稅振興經濟。作為減稅政策的一部分，它提出了降低全球所得稅、擴大一戶一戶的轉讓稅免稅以及降低企業稅等。
李明博政府為克服經濟危機和穩定民生，確定並公佈了歷來規模最大的28.9萬億韓元的2009年追加預算。有人評價這次追加預算是“及時的措施”，也有人批評它是“短期的拼湊藥方，欺騙工人和老百姓，並非有效措施”。
2010年，韓國政府債務首次突破400萬億韓元。兩年間增加了100萬億，財務部相關人士稱“與OECD國家相比是穩定的水平”，但由於沒有適當的應對措施，增加幅度非常大，擔心的聲音越來越大。2009 年的國債為1637.4萬億韓元，比2007年底增加了291.9萬億韓元（21.7%）。公共機構的債務在過去五年中也飆升了 58.4%，截至去年底達到310.6萬億韓元。一些人指出，政府將財政平衡目標從2012年推遲到2013-2014年，理由是在經濟危機中財政支出巨大，政府安於現狀。由於國家債務飆升，政府每年的利息支出從2006年的11.4萬億韓元增加到2010年的22.9萬億韓元，翻了一番。
還對創造就業政策的有效性提出了要點。大國家黨李漢九代表指出，“李明博政府每1億韓元的就業預算創造的就業連鎖反應僅為2.1人”，“與金大中政府的7.4名相比，還不到三分之一”。